# Yawata
Yawata (八幡市?) è una città giapponese della prefettura di Kyōto.
È uno dei maggiori centri siderurgici del Giappone fin dagli inizi del XX secolo quando vi furono costruite le gigantesche Acciaierie imperiali di Yawata che produssero buona parte dell'acciaio e del ferro giapponese durante la seconda guerra mondiale. Nell'ultimo anno di ostilità Yawata fu bombardata tre volte dall'aeronautica militare dell'Esercito statunitense, nel giugno 1944, nell'agosto 1944 e nell'agosto 1945; tale ultima incursione provocò danni ingenti. Dopo la guerra le acciaierie di Yawata sono state modernizzate e rimangono in funzione inserite nel grande conglomerato industriale siderurgico della Nippon Steel.

## Storia

### Periodo Meiji
Durante il rinnovamento Meiji il Giappone riuscì a raggiungere il grado di sviluppo industriale e tecnologico necessario allo sviluppo di tecnologie moderne quali grandi vascelli, ferrovie e macchinari industriali. A causa di ciò la richiesta di acciaio aumentò in maniera significativa, e quindi il governo Meiji, nel pieno della rivoluzione industriale giapponese, decise di costruire un gigantesco complesso siderurgico nel piccolo villaggio di Yawata, per la sua vicinanza al mare e alla regione di Chikuho, ricca di carbone. Furono chiamati ingegneri e capisquadra tedeschi per costruire e coordinare la costruzione del complesso insieme a lavoratori specializzati giapponesi provenienti dalle Acciaierie Kamaishi. Nel 1901 nacquero così le Acciaierie imperiali di Yawata, e nel febbraio dello stesso anno furono inaugurati il primo altoforno, il forno a piano aperto, il convertitore Bessemer e le fabbriche per processare il metallo forgiato. Il principale fornitore di materie prime fu l'azienda tedesca Gutehoffnungshütte. Nei primi tempi di attività, l'altoforno non era operativo a causa di alcuni errori di progettazione, e solo dopo alcune modifiche apportate da alcuni ingegneri giapponesi fu attivato nel 1904. La costruzione dell'acciaieria segnò un punto di svolta nella politica industriale giapponese, e Yawata divenne uno dei centri nevralgici della produzione nazionale di acciaio e ferro.

### Seconda Guerra Mondiale
Durante la guerra, la città divenne importantissima per la presenza delle Acciaierie imperiali. Il complesso siderurgico era il più importante di tutta l'industria dell'acciaio giapponese, e contribuiva al 24% della produzione totale di acciaio laminato del paese. Per questo motivo la città fu oggetto di numerosi bombardamenti americani. L'acciaieria era un obiettivo militare prioritario per lo Stato maggiore statunitense, data la massima priorità assegnata alla distruzione dell'industria di acciaio e coke giapponese. Il primo bombardamento avvenne fra le notti del 15 e 16 giugno 1944. Fu poi nuovamente attaccata il 20 agosto 1944, e la maggior parte della città fu distrutta l'8 agosto 1945 da un'incursione aerea incendiaria condotta da alcuni B-29 di stanza nelle Isole Marianne.

## Monumenti e luoghi di interesse

### Santuario di Iwashimizu

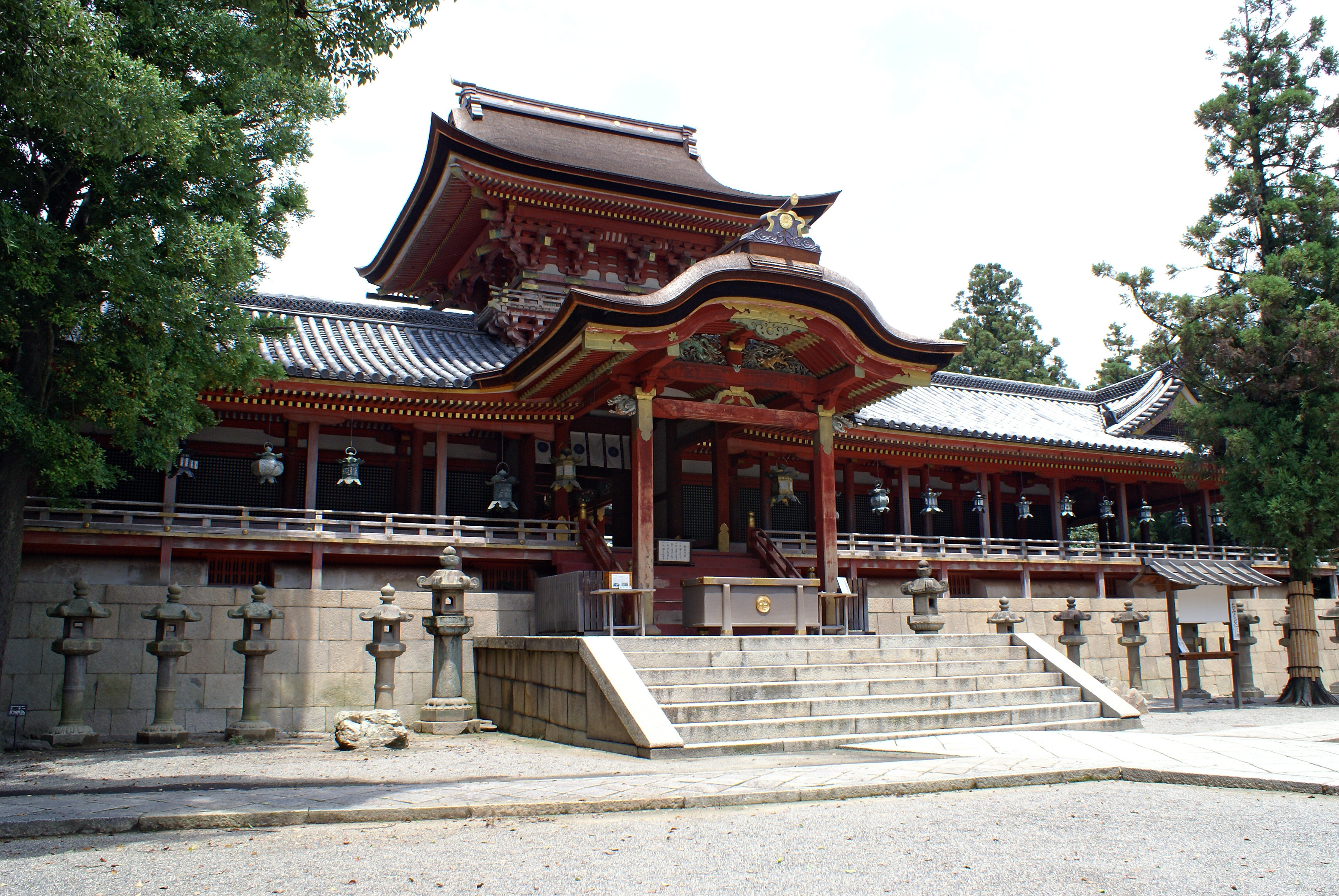
Il santuario di Iwashimizu

Il santuario di Iwashimizu è un santuario shintoista (jinja). Dedicato al dio Hachiman, il dio shintoista della guerra, il santuario si erge sulle pendici di una collina boscosa a sud di Kyoto. Si tratta dei tre più importanti santuari consacrati ad Hachiman. Fu fondato nell'859 nel periodo Heian. Nel periodo Edo, l'artista Hidari Jingoro, che lavorò anche per il Santuario di Nikko, contribuì alla realizzazione delle sculture del santuario di Iwashimizu.